# Małżeństwo osób tej samej płci w Kalifornii
Małżeństwo osób tej samej płci w Kalifornii (jeden ze stanów USA) zostały zalegalizowane 15 maja 2008 roku na drodze orzeczenia stanowego Sądu Najwyższego. Prawo weszło w życie 16 czerwca 2008 roku, a zostało zawieszone 19 listopada 2008. Zawieszenie zostało podtrzymane w maju 2009.
Kalifornia była drugim stanem USA (po Massachusetts), który zalegalizował małżeństwa jednopłciowe. Przewidywano, że w Kalifornii małżeństwo zawrze wiele par jednopłciowych z całych Stanów Zjednoczonych, ponieważ stan (w przeciwieństwie do Massachusetts do 2008) nie wymagał, aby pary homoseksualne, które chcą wziąć ślub na jego terenie, zamieszkiwały ten stan.

## Historia
Postępowanie w sprawie zniesienia zakazu w Kalifornii trwało od 2004 roku, a autorami pozwu było ponad 20 par homoseksualnych i grupa aktywistów LGBT. Stosunkiem głosów 4-3 Sąd Najwyższy Kalifornii orzekł, że pary tej samej płci mają konstytucyjne prawo do zawarcia małżeństwa. Całe uzasadnienie orzeczenia znajduje się w 121-stronicowym dokumencie. Sąd odrzucił tezy, że małżeństwo jest zgodnie z tradycją związkiem kobiety i mężczyzny oraz że zawieraniu małżeństw przez pary jednopłciowe sprzeciwia się większość mieszkańców stanu, przypominając, że podobnych argumentów używali przeciwnicy małżeństw międzyrasowych.
Pierwszą parą, która wzięła ślub 16 czerwca 2008 roku w ratuszu w San Francisco były działaczki walczące o prawa lesbijek, 87-letnia Del Martin i 84-letnia Phyllis Lyon, będące partnerkami od ponad 55 lat. Martin i Lyon były jednymi z inicjatorów pozwu, który zaowocował wprowadzeniem małżeństw jednopłciowych w stanie. W ciągu pięciu miesięcy od wprowadzenia w życie prawa, do referendum, w którym zadecydowano o jego uchyleniu, ślub wzięło 18 tysięcy par.
Przeciwnicy małżeństw homoseksualnych zebrali podpisy pod wnioskiem o referendum w sprawie wprowadzenia do konstytucji Kalifornii poprawki zawierającej zakaz zawierania tego typu związków. Referendum to odbyło się przy okazji wyborów prezydenckich
Gubernator Kalifornii, Arnold Schwarzenegger, który dwukrotnie zawetował prawo przyznające parom homoseksualnym możliwość zawierania małżeństw, zadeklarował, że nie poprze poprawki.
W maju 2009 stanowy Sąd Najwyższy podtrzymał wyniki referendum. 4 sierpnia 2010 roku Sąd Federalny w San Francisco orzekł, że Propozycja 8, przywracająca w stanie zakaz zawierania małżeństw jednopłciowych jest niezgodna z Konstytucją. 12 sierpnia sąd nakazał wykonanie swego wyroku. 16 sierpnia sąd apelacyjny zawiesił wykonanie wyroku do czasu rozpatrzenia apelacji.

## Opinia publiczna
Sondaż z 28 maja 2008 roku wykazał, że 52% mieszkańców stanu popiera wprowadzenie małżeństw jednopłciowych na jego terenie; przeciwnych jest 41%. Jednocześnie w sondażu przeprowadzonym tydzień po decyzji Sądu wśród mieszkańców Los Angeles, 54% ankietowanych opowiedziało się za wprowadzeniem poprawki do stanowej konstytucji zakazującej małżeństw tej samej płci. Prawo do zawierania małżeństw jednopłciowych popierają głównie osoby z wyższym wykształceniem oraz ateiści. Osoby z niższym wykształceniem, Afroamerykanie oraz osoby zaangażowane religijnie są w większości jego przeciwnikami. Osoby pochodzenia azjatyckiego oraz Latynosi są podzieleni w tej kwestii.